# Брэдбери, Норрис
Норрис Эдвин Брэдбери (англ. Norris Edwin Bradbury; 30 мая 1909 — 20 августа 1997) — американский физик; директор Лос-Аламосской национальной лаборатории в течение 25 лет, с 1945 по 1970 год. Был на этой должности преемником Р. Оппенгеймера, который лично выбрал его на эту должность после тесной работы над Манхэттенским проектом во время Второй мировой войны. Брэдбери руководил окончательной сборкой «Штучки» (англ. Gadget), взорванной в июле 1945 в ходе испытания Тринити.
Брэдбери принял руководство лабораторией в трудное время. По окончании войны осенью 1945 года, когда миссия Лаборатории считалась выполненной и началась демобилизация, персонал уходил в массовом порядке, были плохие жилищные условия и существовала возможность закрытия лаборатории. Он сумел уговорить достаточное число персонала остаться и убедил Калифорнийский университет продлить контракт на руководство лабораторией. Он подтолкнул дальнейшее развитие ядерного оружия, превратив его из лабораторных устройств в серийные модели. Многочисленные улучшения сделали данный вид оружия более безопасным, более надёжным и лёгким в обращении и при хранении.

## Биография

### Молодость
Норрис Брэдбери родился в Санта-Барбаре (Калифорния) 30 мая 1909 года. Был одним из четырёх детей в семей своих родителей Эдвина Пёрли и Эльвиры ни Клаузен. Одна сестра умерла в младенчестве, и семья приняла близнецов Бобби и Бетти, оба из которых во время Второй мировой войны.служили в Корпусе морской пехоты США.

### Вторая мировая война
Брэдбери был призван на службу в начале 1941 года несмотря на то, что ВМС США позволило ему остаться в Стэнфорде до конца учебного года. Его отправили в Вирджинию для осуществления работ по внешней баллистике. К тому времени в том месте уже работали Leonard B. Loeb и коммандер Уильям Парсонс.
В июне 1944 года Брэдбери получил приказы от Парсонса, который в тот момент момент был заместителем директора, явиться в Альбукерке, штат Нью-Мексико.
В марте 1945 года Оппенгеймер создал проект «Альберта» под контролем Парсонса для приведения в исполнение окончательной задачи Манхэттенского проекта: подготовки и доставки ядерного оружия к цели. Брэдбери перевели на этот проект, чтобы он возглавил сборочную группу бомбы «Толстяк».

### Директор Лос-Аламосской лаборатории

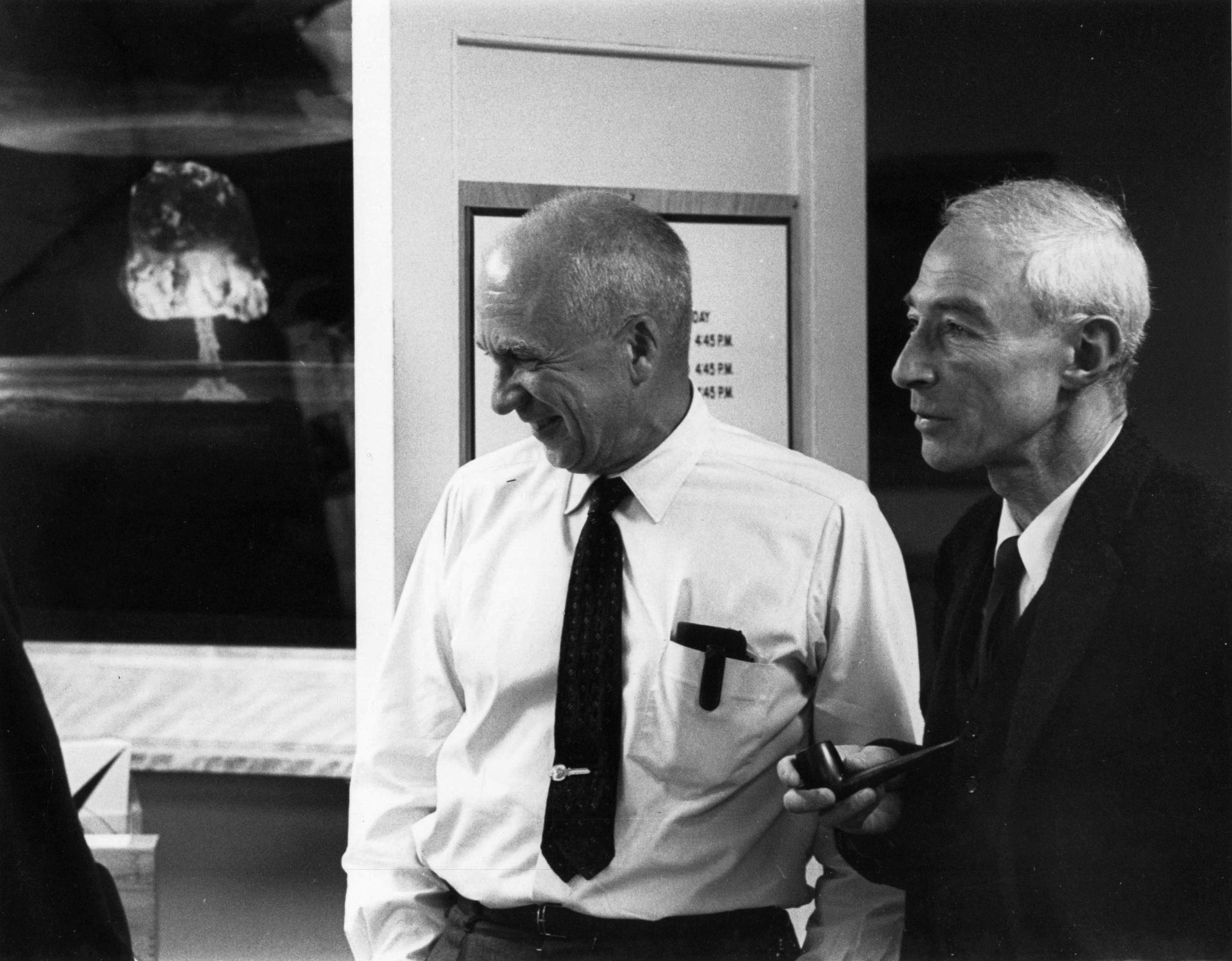
Брэдбери со своим предшественником Робертом Оппенгеймером в Лос-Аламосской национальной лаборатории в 1964

Оппенгеймер подал в отставку с поста директора Лос-Аламосской лаборатории, но остался исполнять его обязанности, пока не будет найден преемник. Директор Манхэттенского проекта, генерал-майор Лесли Гровс, хотел, чтобы эту должность занял кто-то, кто бы имел как серьёзное академическое образование, так и высокое положение в рамках проекта. Оппенгеймер порекомендовал Брэдбери. Кандидатура была одобрена Гровсом, которому понравился тот факт, что морской офицер Брэдбери был и военным и учёным. 16 октября 1945 г. Оппенгеймер официально сложил полномочия, а Брэдбери был представлен сотрудникам как новый директор Лаборатории начиная со следующего дня — 17 октября 1945 г. Этот пост он будет занимать 25 лет.

### Старость
Брэдбери ушёл в отставку с поста директора Лос-Аламосской лаборатории в 1970 году. Его преемник, Гарольд Агню, пригласил его стать старшим консультантом, но Брэдбери отклонил это предложение, хотя он всё же работал консультантом для других правительственных агентств, включая национальную академию науки членом советов Лос-Аламосского медицинского центра, Первого национального банка Санта Фэ.
В середине 1990-х Брэдбери при рубке дров случайно попадает по правой ноге. Наступила гангрена, и ногу ампутировали ниже колена. Болезнь распространилась и на левую ногу. В результате была ампутирована часть левой ступни. После этого Брэдбери остался в инвалидном кресле. Болезнь в конечном счёте оказалась роковой, и он умер 20 августа 1997 года. Отпевание и похороны состоялись в Лос-Аламосе.